# Iário
Iário (em siríaco: Iyarios), segundo Miguel, o Sírio, ou Honório (em latim: Honorius), segundo a Crônica de 1234, foi um oficial bizantino do século VI, ativo no reinado do imperador Maurício (r. 582–602). Era um órfão abandonado por seus pais que possivelmente nasceu na Armênia Prima. Foi criado e educado nas proximidades de Nicópolis, onde foi treinado para ser escriba. Serviu ao governador Acindino, a quem acusou de ser pagão, provocando a execução deste pelo bispo Estêvão de Harrã em 589. De acordo com Miguel, o Sírio, seus descendentes formaram a família de Beite Iar (Beit Iyar).